# Ami Asaf
Ami Asaf (hebrejsky: עמי אסף, rodným jménem, Ami Vilkomic, עמי וילקומיץ, žil 22. července 1903 – 17. května 1963) byl izraelský politik a poslanec Knesetu za stranu Mapaj.

## Biografie
Narodil se v Roš Pina, kde vystudoval základní školu. Absolvoval pak Gymnázium Herzlija v Tel Avivu. Pak pracoval v zemědělství a patřil mezi zakladatele vesnice Kfar Jehošua.

## Politická dráha
Roku 1936 se stal tajemníkem mošavového hnutí. Zasedal v ústředním výboru strany Mapaj. V izraelském parlamentu zasedl poprvé už po volbách v roce 1949, ve kterých byl kandidátem strany Mapaj. Nastoupil do parlamentního výboru pro procedurální pravidla, výboru pro ústavu, právo a spravedlnost a výboru pro vzdělávání a kulturu. Mandát obhájil za Mapaj ve volbách v roce 1951. Usedl jako člen do parlamentního výboru pro výboru pro ústavu, právo a spravedlnost, výboru pro záležitosti vnitra a výboru pro vzdělávání a kulturu. Zvolení se dočkal na kandidátce Mapaj i po volbách v roce 1955. Opět byl členem do parlamentního výboru pro výboru pro ústavu, právo a spravedlnost, výboru pro záležitosti vnitra a výboru pro zahraniční záležitosti a obranu. Za Mapaj uspěl také ve volbách v roce 1959. Byl členem výboru pro zahraniční záležitosti a obranu. V parlamentu se objevil i po volbách v roce 1961, kdy kandidoval opět za Mapaj a kdy znovu usedl do výboru pro zahraniční záležitosti a obranu. Umírá během funkčního období. V parlamentu ho nahradil Mordechaj Zar.
Zastával i vládní funkce. V letech 1959–1963 byl náměstkem ministra školství a kultury.